# Stadion Oberwerth
Le Stadion Oberwerth est un stade omnisports allemand (servant principalement pour le football) situé dans la ville de Coblence, en Rhénanie-Palatinat.
Le stade, doté de 9 500 places et inauguré en 1935, sert d'enceinte à domicile aux équipes de football du TuS Coblence et du FC Rot-Weiß Coblence ainsi qu'à l'équipe d'athlétisme du TuS Rot-Weiß Coblence.

## Histoire
Situé dans le Parc des sports d'Oberwerth, site de 40 000 m², le stade, à l'époque de 30 000 places, ouvre ses portes en 1935, selon les plans de Friedrich Neumann dans le cadre d'un programme national-socialiste de création d'emplois. Il est inauguré le 15 juin 1935.
Après la Seconde Guerre mondiale, il est brièvement renommé Stade de Gaulle par l'armée d'occupation française en 1945.
En 1946, le club du TuS Neuendorf (aujourd'hui le TuS Coblence) s'installe au stade pour ses matchs à domicile.
Le record d'affluence au stade est de 40 000 spectateurs lors d'une rencontre entre le TuS Coblence et le FC Kaiserslautern le 8 janvier 1950.
Le 3 mai 1958, un système de projecteurs est inauguré stade, alors à l'époque le plus moderne du genre en Allemagne.
En 2006, pour répondre aux exigences de la 2. Bundesliga, le stade est entièrement rénové.
En mars 2011, la tribune sud, construite en 2007, est fermée. La capacité du stade passe alors de 15 000 à 9 500 places.
En 2017, est rénovée la piste d'athlétisme.
Quatre records du monde d'athlétisme, cinq records européens et onze records allemands ont été établis à Coblence.

## Galerie

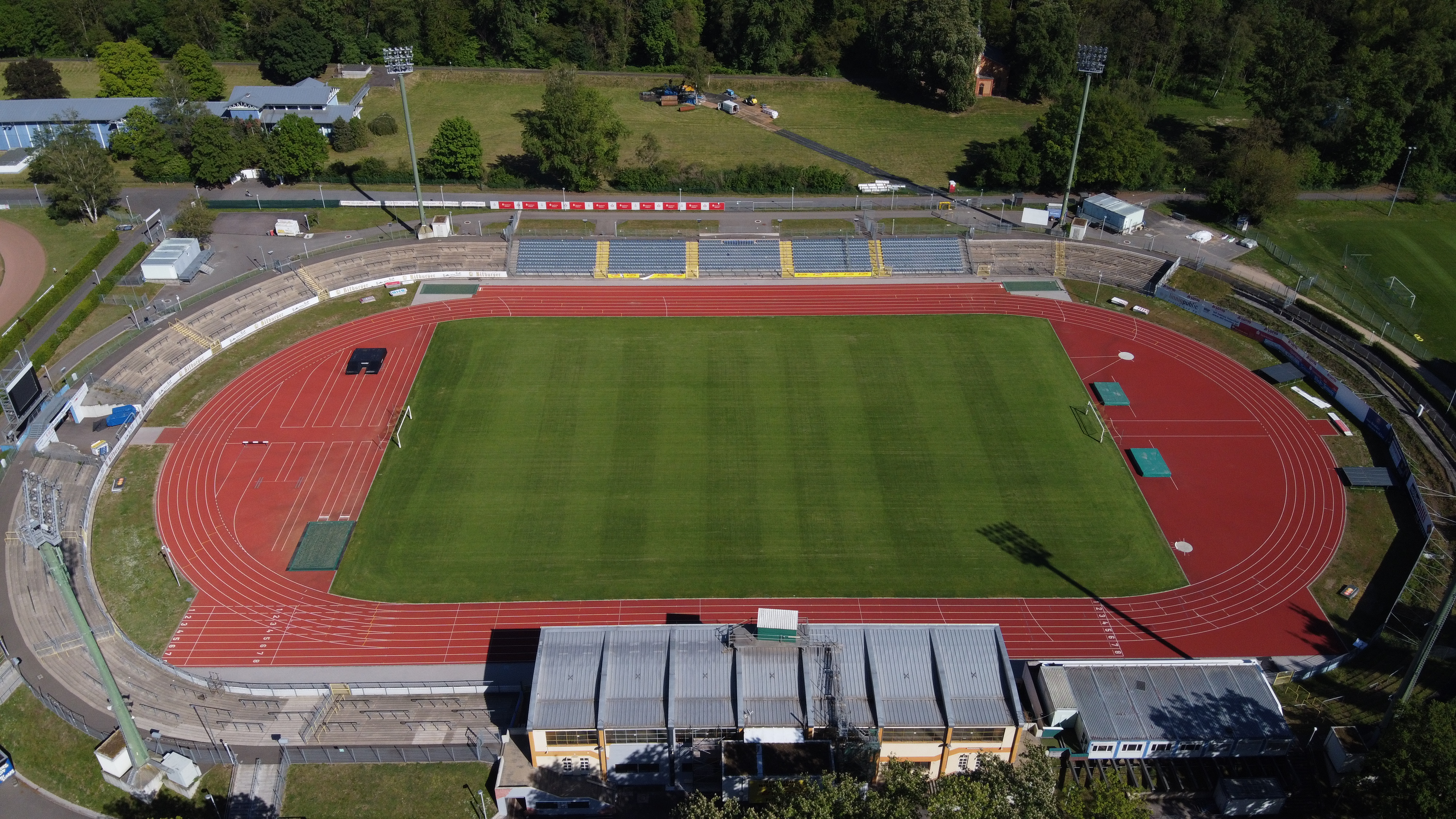
Vue aérienne du stade en 2020
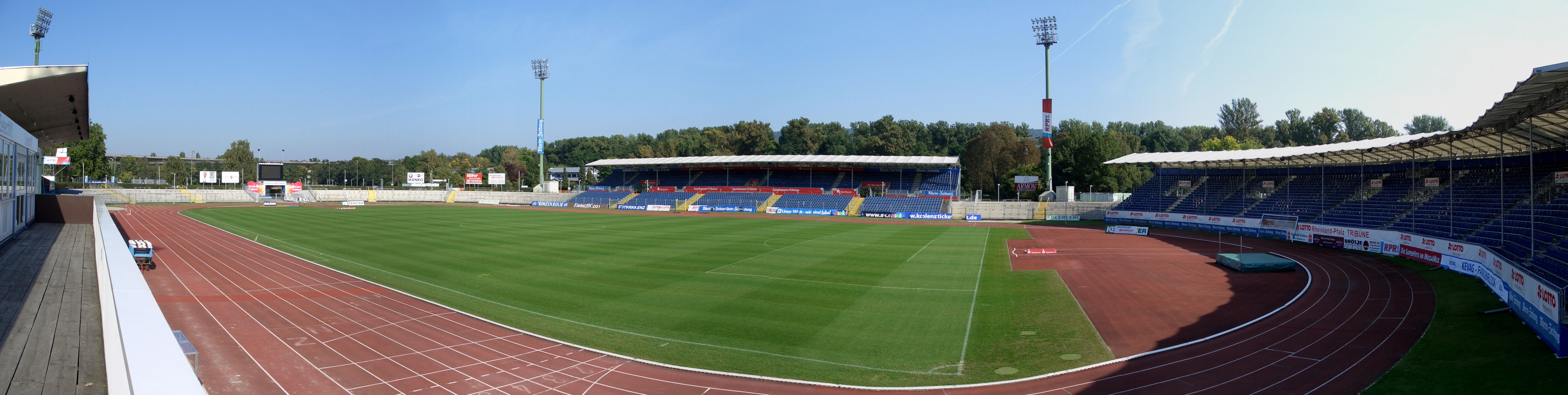
Vue aérienne du stade en 2008